# Crossaster
Genre
Crossaster est un genre d'étoiles de mer (Asteroidea) de la famille des Solasteridae. Ce sont de grosses étoiles carnivores d'eaux froides et/ou profondes. 

## Liste d'espèces
| Selon World Register of Marine Species (26 décembre 2013) : ... - Crossaster borealis Fisher, 1906 -- Pacifique nord - Crossaster campbellicus McKnight, 1973 -- Nouvelle Zélande - Crossaster diamesus (Djakonov, 1932) -- Japon - Crossaster helianthus Verrill, 1894 -- Atlantique nord-ouest - Crossaster japonicus (Fisher, 1911) -- Mer du Japon - Crossaster papposus (Linnaeus, 1767) -- Atlantique nord, Pacifique nord et Arctique - Crossaster penicillatus Sladen, 1889 -- Antarctique et pointes continentales adjacentes - Crossaster scotophilus (Fisher, 1913) -- Indonésie profonde - Crossaster squamatus (Döderlein, 1900) -- Arctique - Crossaster taitai Mah, 2023 -- Antarctique | Selon ITIS (26 décembre 2013) : - Crossaster papposus (Linnaeus, 1767) - Crossaster squamatus (Döderlein, 1900) |

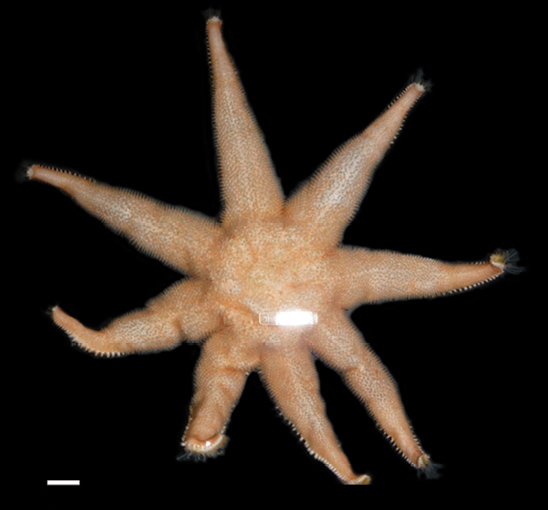
Crossaster borealis
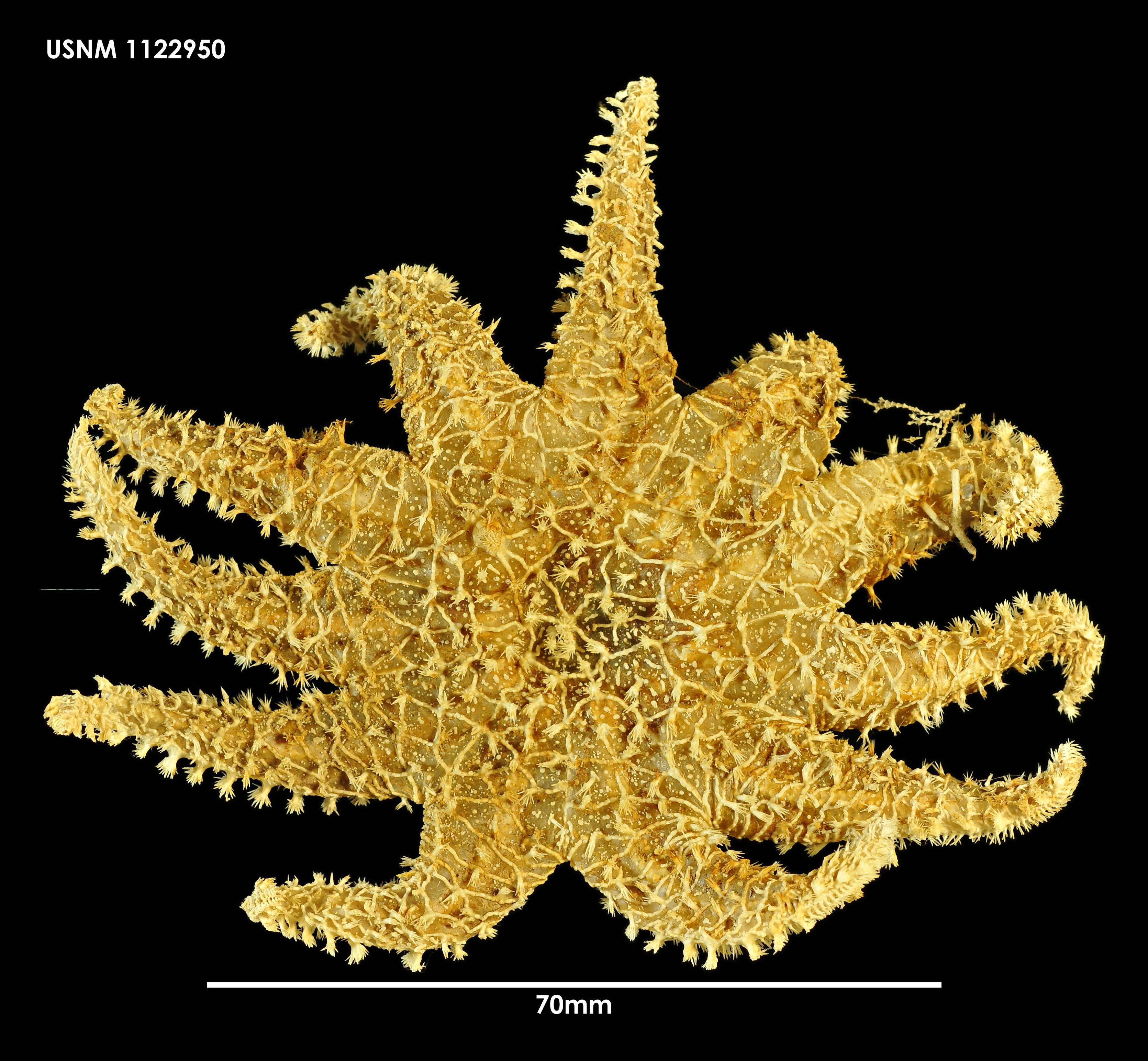
Crossaster campbellicus
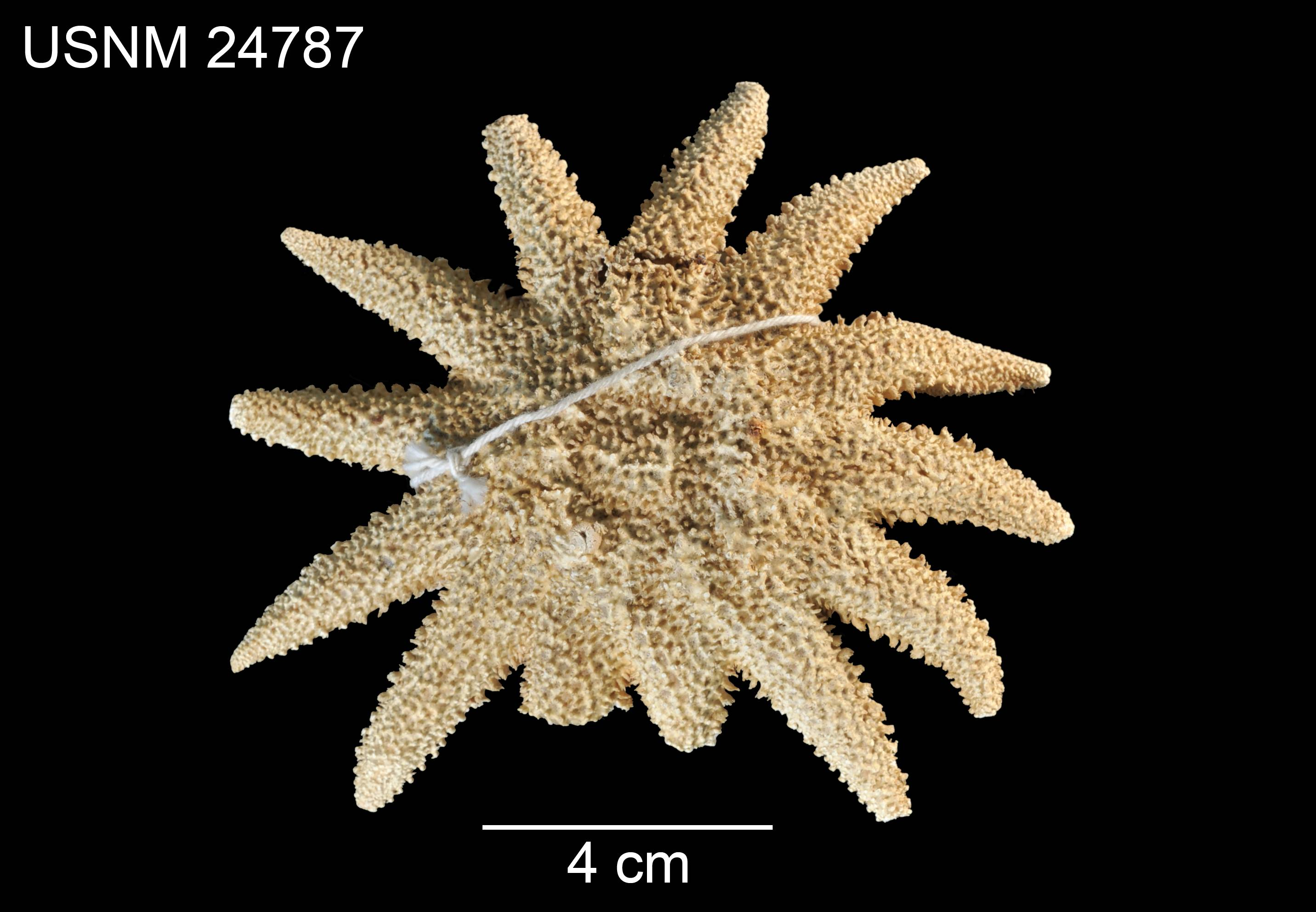
Crossaster helianthus
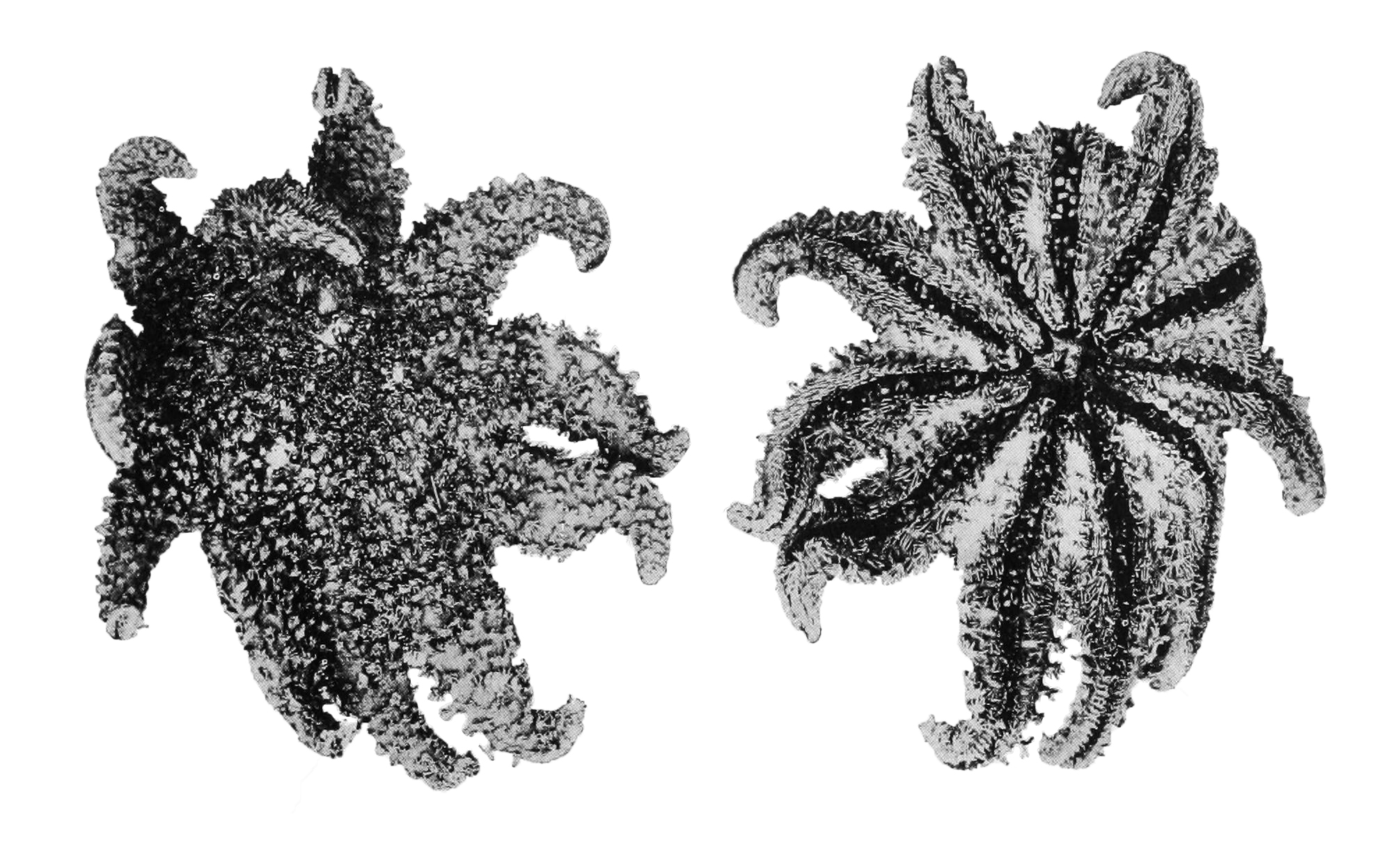
Crossaster multispinus
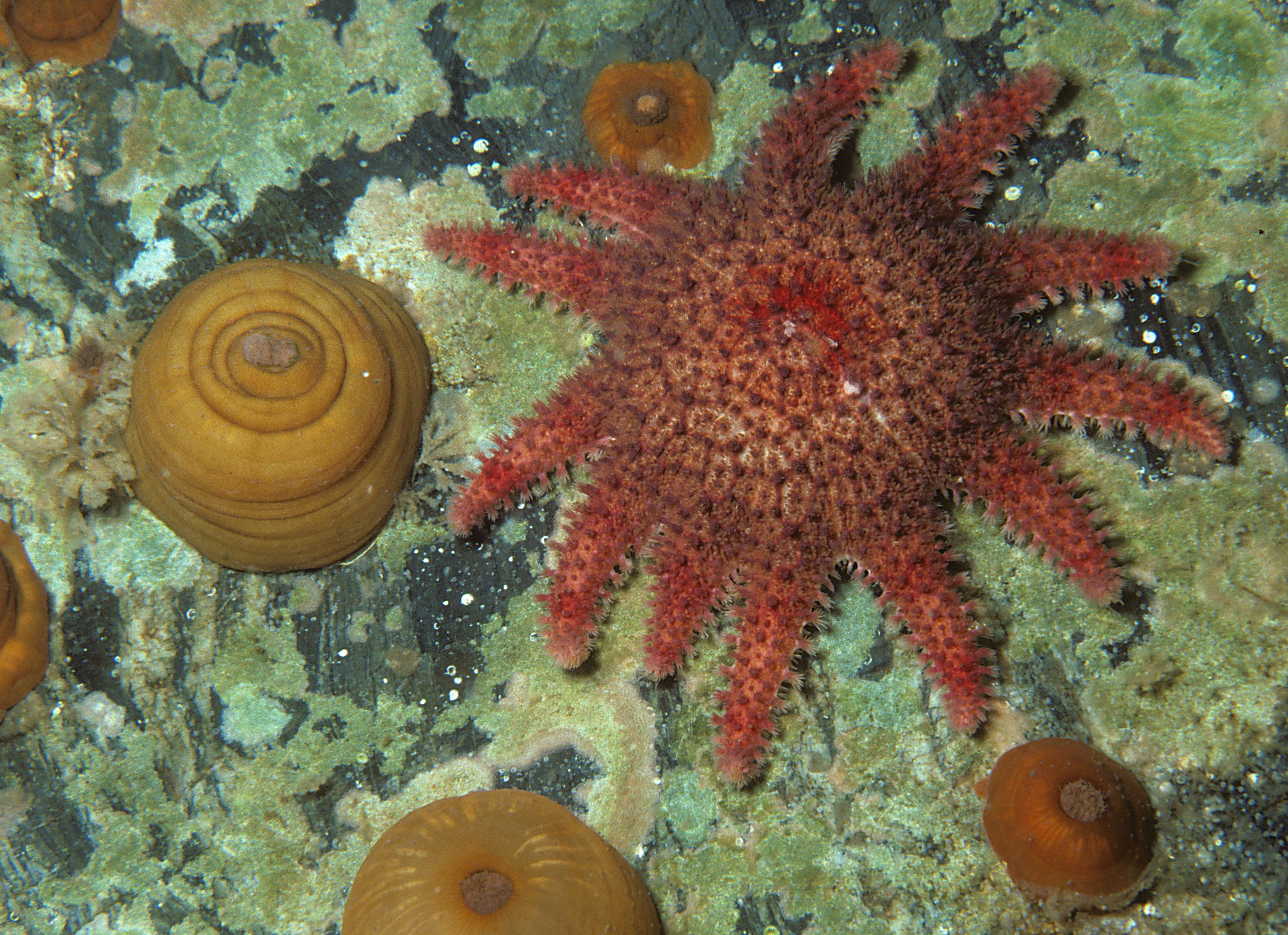
Crossaster papposus
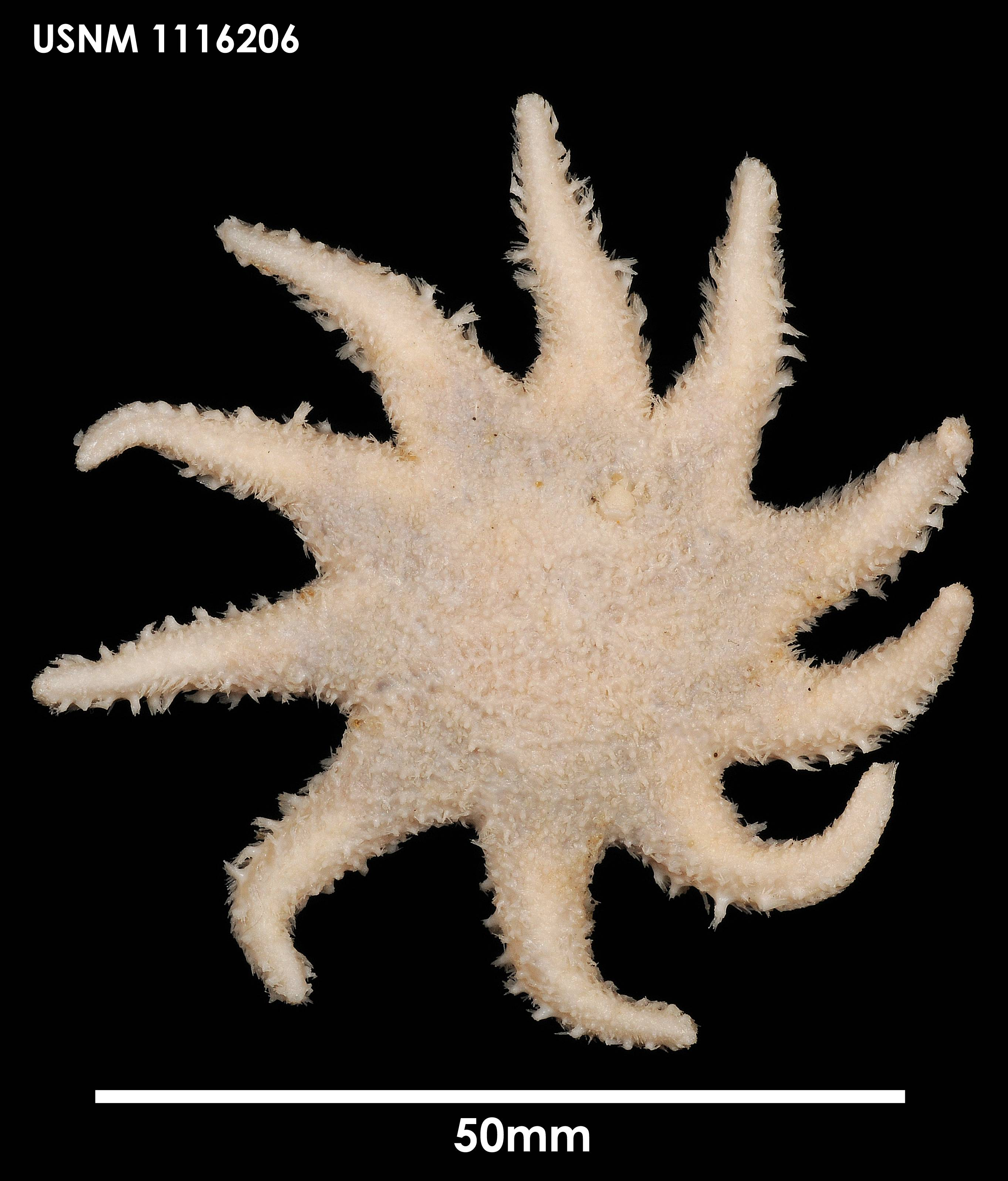
Crossaster penicillatus
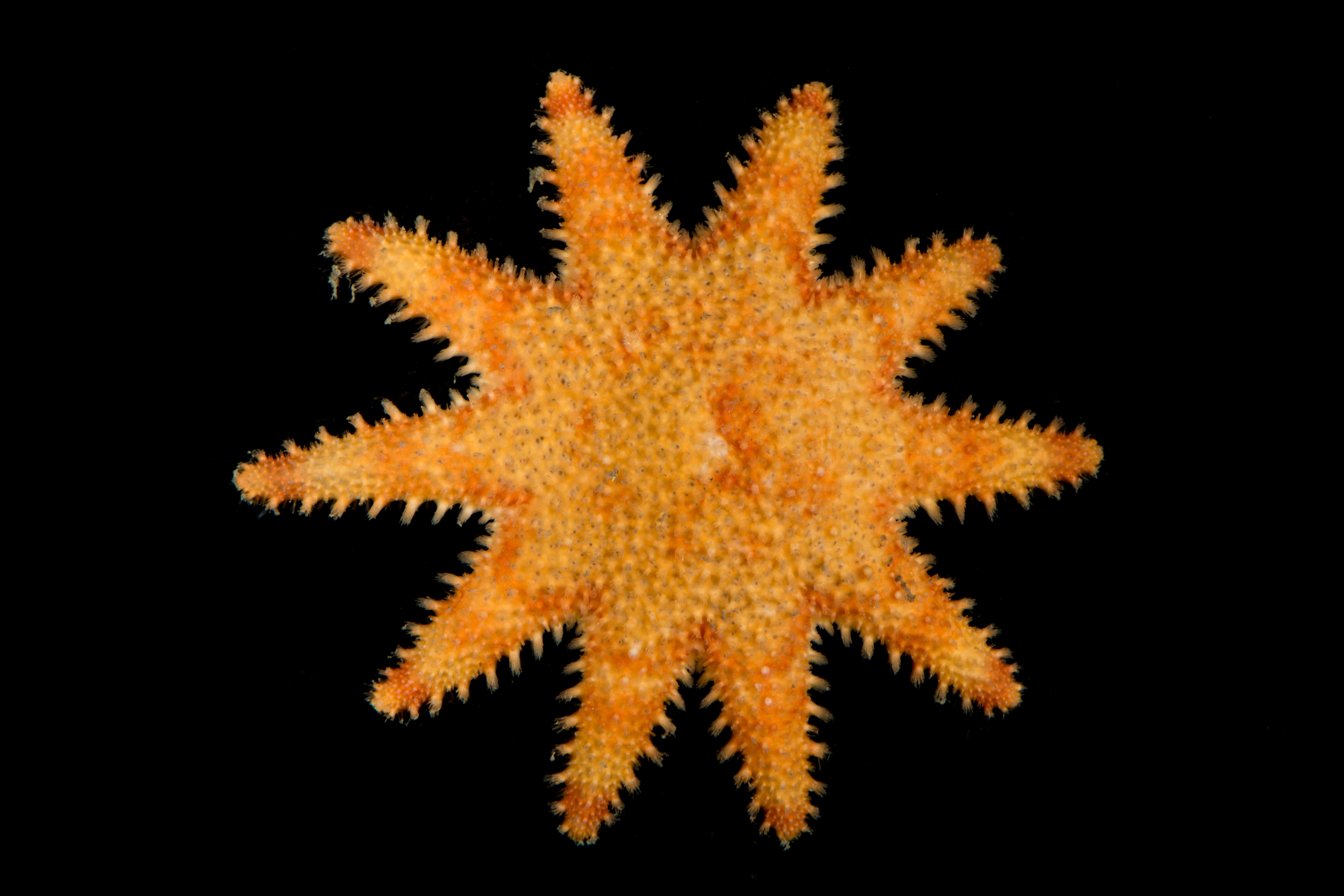
Crossaster squamatus